# یوتا سوزوکی
یوتا سوزوکی (ژاپنی: 鈴木 雄太؛ زادهٔ ۲۸ مهٔ ۱۹۸۷) یک  بازیکن فوتبال اهل ژاپن است.
از باشگاه‌هایی که در آن بازی کرده‌است می‌توان به باشگاه فوتبال مونتدیو یاماگاتا، باشگاه فوتبال شونان بلمار و باشگاه فوتبال تسپاکوستاسو گونما اشاره کرد.